# Masarykova společnost
Masarykova společnost je spolek zabývající se odkazem prezidenta Tomáše Garrigue Masaryka a šířením a popularizací jeho odkazu. Společnost byla založena roku 1946. Začátkem 50. let byla svojí činnost nucena ukončit, po roce 1989 byla obnovena. Zabývá se převážně organizací přednášek, vzpomínkových setkání a ve spolupráci s Masarykovým ústavem Akademie věd vydáváním Masarykových spisů a dalších historických děl. Společnost vydává časopis Odkaz. Předsedou společnosti je od roku 2021 historik Josef Tomeš.

## Historie
Společnost byla založena 6. března 1946 na ustavujícím valném shromáždění v zasedací síni někdejšího Českého zemského sněmu (dnešní Poslanecké sněmovny) v Praze. Zakládajícími členy byli spolupracovníci prezidenta Masaryka, čelní představitelé dobového vědeckého, kulturního a politického života a znalci jeho díla, jmenovitě literární historik Jan Blahoslav Čapek, sociolog a statistik František Fajfr, evangelický teolog Josef Lukl Hromádka, filosofové Jan Blahoslav Kozák, Josef Král, Jan Patočka, Josef Navrátil a Zdeněk Smetáček, diplomat Prokop Maxa, ředitel Ústavu T. G. Masaryka a duchovní Oskar Josef Odstrčil, ředitel nakladatelství Čin Bohumil Přikryl, Masarykův tajemník Antonín Schenk a historik Jaroslav Werstadt.
Založení společnosti se zúčastnili rovněž předseda Národního shromáždění Josef David, předseda vlády Zdeněk Fierlinger, předseda Slovenské národní rady Jozef Lettrich, kancléř prezidenta Beneše Jaromír Smutný, pražský primátor Petr Zenkl, náčelník hlavního štábu Československé armády gen. Bohumil Boček a další osobnosti. Prvním předsedou společnosti byl zvolen Josef Lukl Hromádka.
Společnost se hned po svém vzniku zaměřila na zkoumání a propagaci Masarykova odkazu a díla, její činnost však byla po komunistickém převratu v roce 1948 stále komplikovanější, na počátku 50. let pak společnost zcela zanikla, část členů byla následně komunisty perzekvována.
K obnově společnosti došlo v roce 1988, bez tehdy potřebného souhlasu Ministerstva vnitra s odkazem na právní kontinuitu, kdy se členové společnosti začali scházet v bytě historika a nového předsedy společnosti Karla Kučery. Plnohodnotně však začala společnost znovu fungovat až po sametové revoluci. 
Obnovená Masarykova společnost spolupracuje s Masarykovým ústavem Akademie věd a s podobně zaměřenými spolky zkoumající činnost dalších prvorepublikových osobností, například se Společností bratří Čapků, Společností Edvarda Beneše, Společností Antonína Švehly a Společností M. R. Štefanika, dále s Demokratickým klubem, Masarykovým demokratickým hnutím a s Muzeem T. G. Masaryka v Lánech.
V roce 2019 došlo ke sloučení Masarykovy společnosti se Společností Jana Masaryka, o jehož odkaz tak společnost rovněž pečuje. Posledním předsedou samostatné Společnosti Jana Masaryka byl diplomat a bývalý ministr zahraničí Jaroslav Šedivý. 

## Současnost
Masarykova společnost pořádá řadu přednášek, výstav, exkurzí či vzpomínkových setkání. Pečuje rovněž o pomníky T. G. Masaryka a dalších osobností jeho doby. Spolupracuje s vědeckými institucemi na publikační a jiné činnosti a vydává časopis Odkaz. 

## Pobočky
Sídlo společnosti se nachází v Praze. Současně s obnovením spolku byla zřízena pobočka v Brně, další pobočky později vznikly v Hradci Králové, Lánech, Olomouci, Pardubicích a Prostějově, v minulosti existovala pobočka rovněž v Rožnově pod Radhoštěm. 

## Předsedové společnosti
| Pořadí |  | Předseda            | Vstup do funkce | Odchod z funkce |
| ------ |  | ------------------- | --------------- | --------------- |
|        |  | Josef Lukl Hromádka | 1946            | ?               |
| 2.     |  | Karel Kučera        | 1989            | 1990            |
| 3.     |  | Ivan Mucha          | 1990            | 1991            |
| -      |  | Jana Seifertová     | 1991            | 1992            |
| 4.     |  | Jana Seifertová     | 1992            | 2009            |
| 5.     |  | Eva Broklová        | 2009            | 2020            |
| -      |  | František Povolný   | 2020            | 2021            |
| 6.     |  | Josef Tomeš         | 2021            |                 |

## Předsednictvo
- Předseda: Josef Tomeš
- Čestná předsedkyně: Jana Seifertová
- Místopředsedkyně: Magdalena Elznicová Mikesková
- Jednatel: Jiří Riedl
- Zapisovatel, pokladník: Jan Volák
- Jan Bílek
- Zdeněk Hazdra
- Jan Lukavský
- Marie Neudorflová
- Tomáš Procházka
- Zuzana Ticháčková
- Josef Tichý

## Členové
Mezi členy společnosti jsou přední historici, ale i zájemci o historii z řad veřejnosti. Prvním čestným členem byl v roce 1946 jmenován tehdejší prezident Edvard Beneš, mezi čestnými členy jsou dnes profesor univerzity Ca‘ Foscari v Benátkách Francesco Leoncini, bývalá předsedkyně společnosti Jana Seifertová, advokát Václav Král, Marie Stupková a historik Robert Kvaček. K dalším významným členům společnosti patřili a patří Anna Masaryková, Herberta Masaryková, Jaroslav Mezník, Milan Machovec, Milan Jelínek, Jaroslav Opat, Jan Šimsa, Jiří Franěk či Koloman Gajan.